# Maule (Yvelines)
 Maule  ist eine französische Gemeinde mit 6100 Einwohnern (Stand 1. Januar 2022) im Département Yvelines in der Region Île-de-France. Sie gehört zum Arrondissement Saint-Germain-en-Laye und zum Kanton Aubergenville. Der Ort liegt am Fluss Mauldre, etwa sieben Kilometer südlich von deren Mündung in die Seine.

## Bevölkerungsentwicklung
| Jahr      | 1962 | 1968 | 1975 | 1982 | 1990 | 1999 | 2008 |
| Einwohner | 2938 | 3529 | 4185 | 5360 | 5751 | 5861 | 5885 |

## Sehenswürdigkeiten
- Kirche Saint-Nicolas (11./12. Jahrhundert, Monument historique) mit romanischer Krypta
- Schloss Agnou (Monument historique)
- Priorei Notre-Dame (13./15. Jahrhundert)
- Kapelle Saint-Jacques (13. Jahrhundert)
- Schloss La Rolanderie (18. Jahrhundert)
- Schloss Le Buat (18. Jahrhundert)
- Manoir du Bois de la Garde
- Kapelle Saint-Léonard du Coudray (12./13. Jahrhundert)

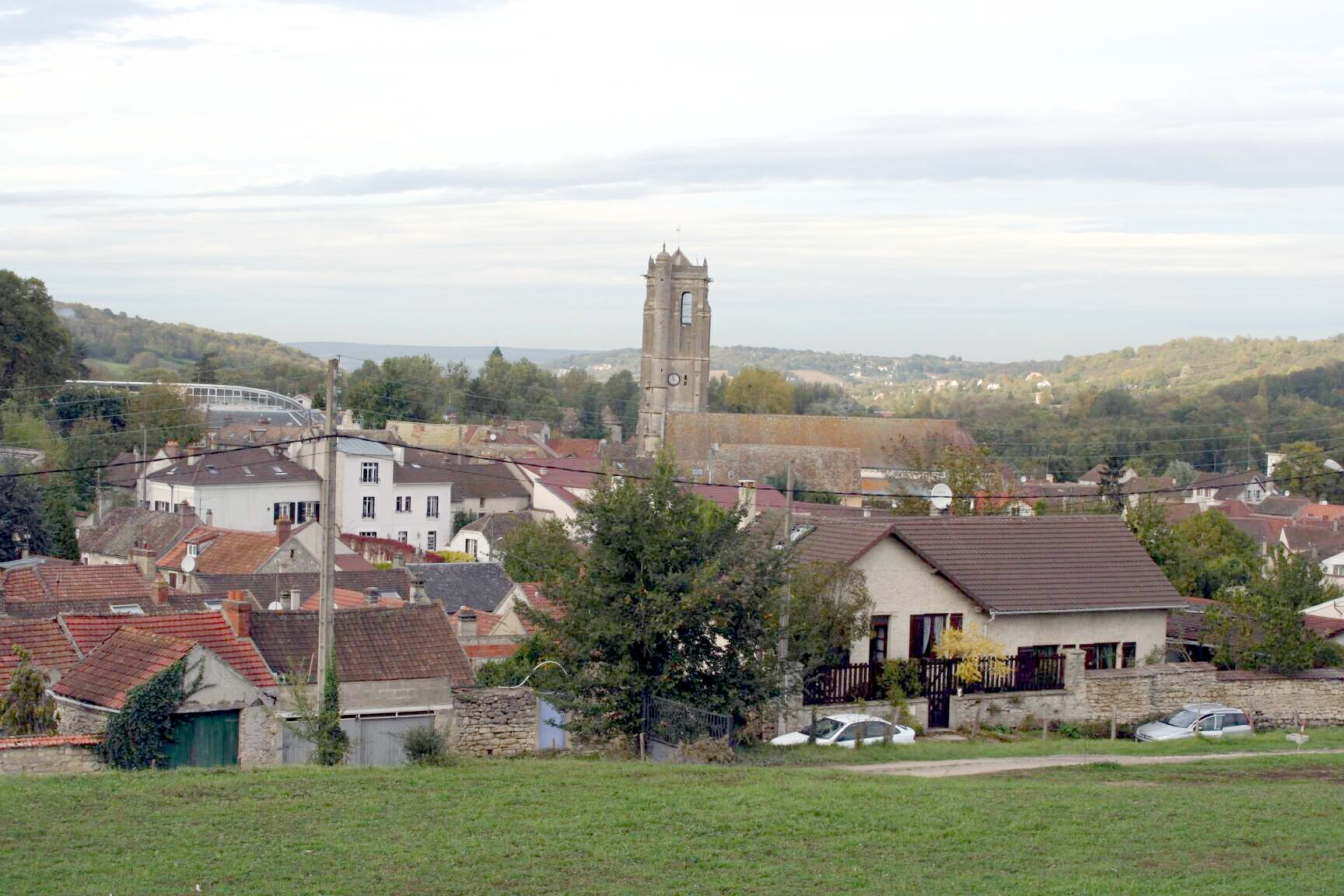
Ortsansicht
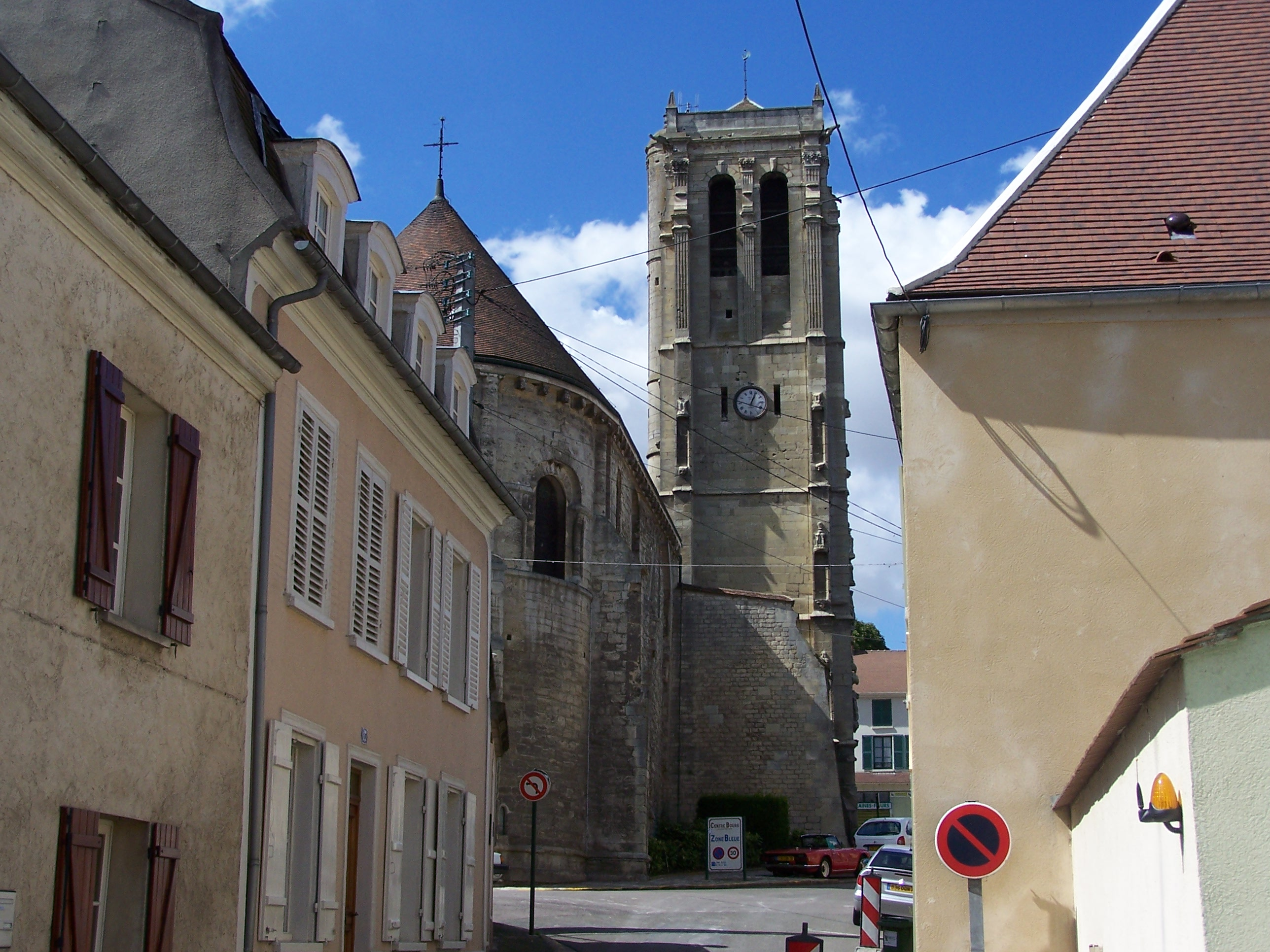
Kirche Saint-Nicolas
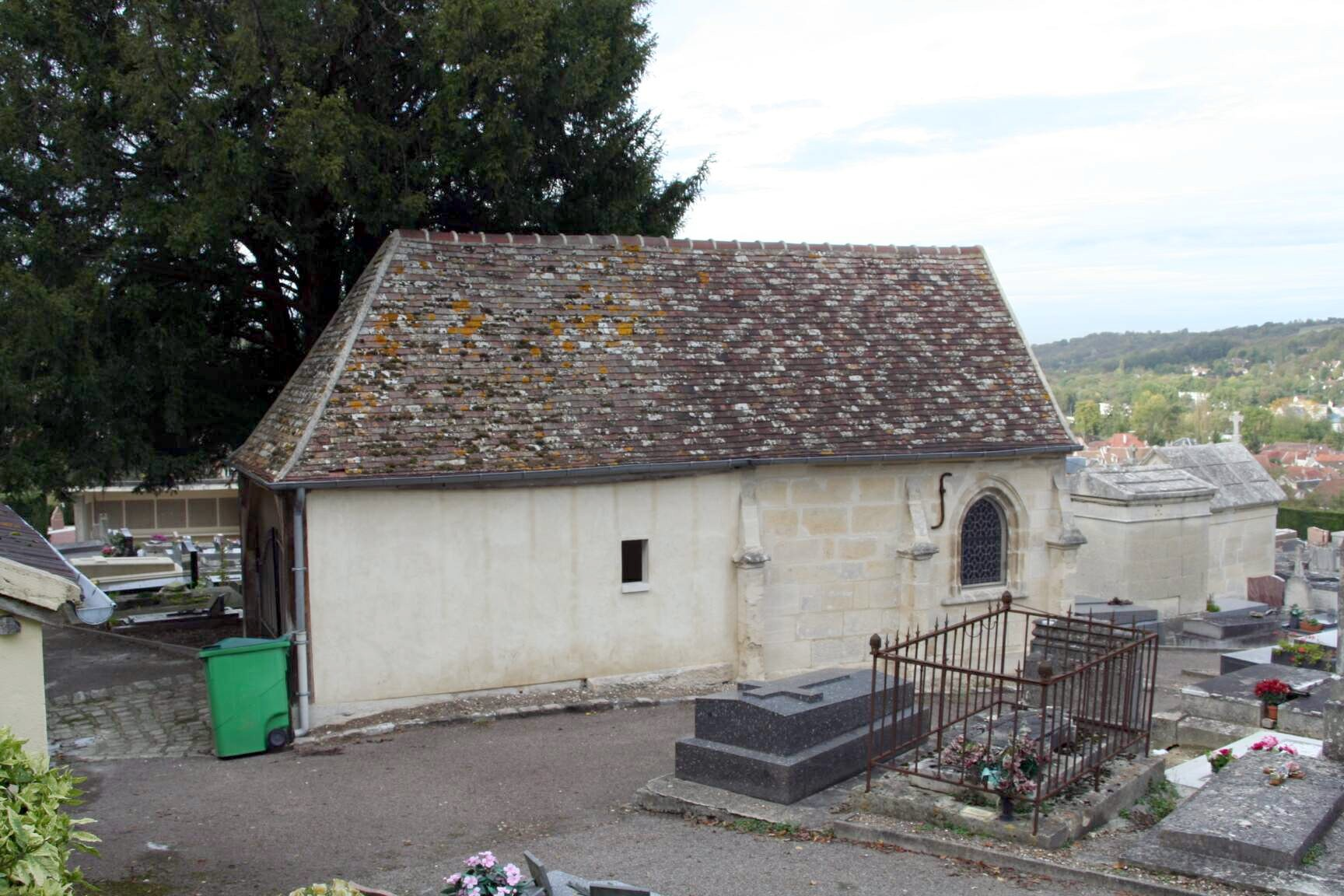
Kapelle Saint-Jacques
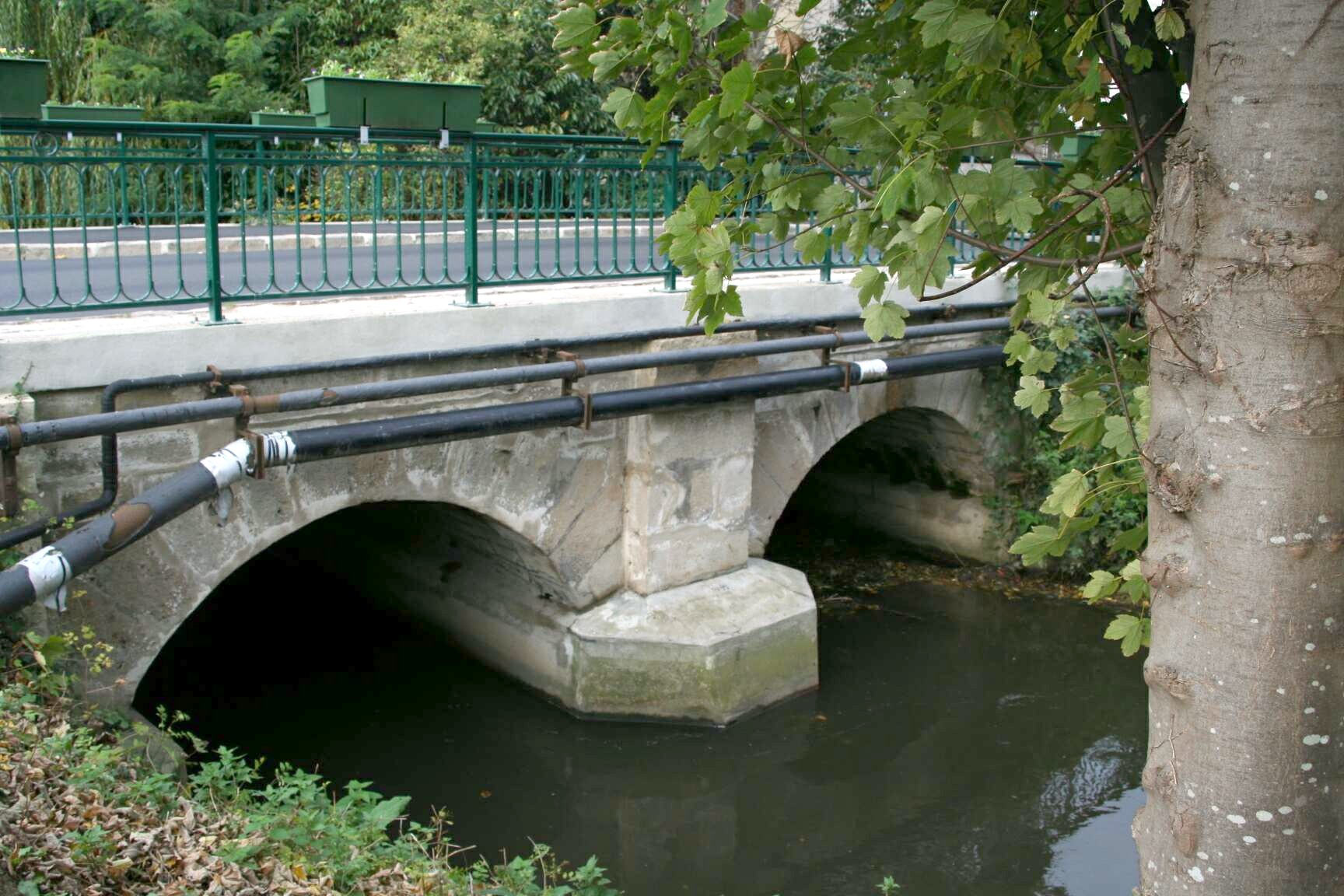
Brücke über die Mauldre

## Städtepartnerschaften
- Carnoustie in Schottland seit 1992

## Persönlichkeiten
- Ordericus Vitalis (1075–um 1142), mittelalterlicher Chronist, wohnte in der Priorei
- Louis de Funès (1914–1983), Schauspieler, Komiker, Regisseur und Drehbuchautor, besaß in Maule ein Landhaus
- Alain Maréchal (* 1939), Radrennfahrer